# Kombinerade flottan
Kombinerade flottan (联合舰队, Rengo Kantai) var den största oceangående delen av den Kejserliga japanska flottan, liknande den tyska Högsjöflottan. 

## Organisation
Före andra världskriget var den Kombinerade flottan inte en stående styrka utan en tillfällig styrka som bildats under en konflikt eller under större militära manövrar från olika enheter normalt sett under separata kommandon i fredstid. 1941 var den administrativt organiserad i ett antal flottstyrkor. 
- Första flottan (slagflottan) i Hiroshima med slagskepp, moderfartyg för sjöflygplan, kryssare, jagare.
- Andra flottan (spaningsflottan) i Hainan med kryssare och jagare.
- Tredje flottan (blockadflottan) på Formosa med kryssare, jagare och minläggningsfartyg.
- Fjärde flottan (Stillahavsmandatets flotta) på Truk med kryssare, moderfartyg för sjöflygplan, jagare, minläggare.
- Femte flottan (nordliga farvatten) i Ominato vid Mutsu med kryssare.
- Sjätte flottan (ubåtsflottan) i Kwajalein med kryssare och ubåtar.
- Hangarfartygsflottan i Kure med 64 ubåtar.

## Chefer
|    | Grad       | Namn               | Från             | Till             |
| -- | ---------- | ------------------ | ---------------- | ---------------- |
| 1  | Viceamiral | Itoh Sukeyuki      | 18 juli 1894     | 11 maj 1895      |
| 2  | Viceamiral | Arichi Shinanojo   | 11 maj 1895      | 16 november 1895 |
| 3  | Viceamiral | Togo Heihachiro    | 28 december 1903 | 20 december 1905 |
| 4  | Viceamiral | Ijuin Goro         | 8 oktober 1908   | 20 november 1908 |
| 5  | Viceamiral | Motaro Yoshimatsu  | 1 november 1915  | 13 december 1915 |
| 6  | Viceamiral | Motaro Yoshimatsu  | 1 september 1916 | 14 oktober 1916  |
| 7  | Amiral     | Motaro Yoshimatsu  | 1 oktober 1917   | 22 oktober 1917  |
| 8  | Amiral     | Yamashita Gentaro  | 1 september 1918 | 15 oktober 1918  |
| 9  | Amiral     | Yamashita Gentaro  | 1 september 1918 | 15 oktober 1918  |
| 10 | Amiral     | Yamashita Gentaro  | 1 juni 1919      | 28 oktober 1918  |
| 10 | Amiral     | Yamaya Tanin       | 1 maj 1920       | 24 augusti 1920  |
| 11 | Amiral     | Tochinai Sojiro    | 24 augusti 1920  | 31 oktober 1920  |
| 12 | Amiral     | Tochinai Sojiro    | 1 maj 1921       | 31 oktober 1921  |
| 13 | Viceamiral | Takeshita Isamu    | 1 december 1922  | 27 december 1924 |
| 14 | Amiral     | Suzuki Kantaro     | 27 januari 1924  | 1 december 1924  |
| 15 | Amiral     | Okada Keisuke      | 1 december 1924  | 10 december 1926 |
| 16 | Viceamiral | Hiroharu Kato      | 10 december 1926 | 10 december 1928 |
| 17 | Amiral     | Naomi Taniguchi    | 10 december 1928 | 11 november 1929 |
| 18 | Viceamiral | Eisuke Yamamoto    | 11 november 1929 | 1 december 1931  |
| 19 | Viceamiral | Seizo Kobayashi    | 1 december 1931  | 15 november 1933 |
| 20 | Viceamiral | Nobumasa Suetsugu  | 15 november 1933 | 15 november 1934 |
| 21 | Viceamiral | Sankichi Takahashi | 15 november 1934 | 1 december 1936  |
| 22 | Viceamiral | Mitsumasa Yonai    | 1 december 1936  | 2 februari 1937  |
| 23 | Amiral     | Osami Nagano       | 2 februari 1937  | 1 december 1937  |
| 24 | Viceamiral | Zengo Yoshida      | 1 december 1937  | 30 augusti 1939  |
| 25 | Amiral     | Isoroku Yamamoto   | 30 augusti 1939  | 18 april 1943    |
| 26 | Amiral     | Mineichi Koga      | 21 maj 1943      | 31 mars 1944     |
| 27 | Amiral     | Soemu Toyoda       | 3 maj 1944       | 29 maj 1945      |
| 26 | Viceamiral | Jisaburo Ozawa     | 29 maj 1945      | 10 oktober 1945  |

## Stabschefer
|    | Grad         | Namn                | Från              | Till              |
| -- | ------------ | ------------------- | ----------------- | ----------------- |
| 1  | Kommendör    | Samejima Kazunori   | 19 juli 1894      | 17 december 1894  |
| 2  | Kommendör    | Dewa Shigeto        | 17 december 1894  | 25 juli 1895      |
| 3  | Kommendör    | Kamimura Hikonojo   | 25 juli 1895      | 16 november 1895  |
| 4  | Kommendör    | Shimamura Hayao     | 28 december 1903  | 12 januari 1905   |
| 5  | Konteramiral | Kato Tomosaburo     | 12 januari 1905   | 20 december 1905  |
| 6  | Konteramiral | Fujii Koichi        | 20 december 1905  | 22 november 1906  |
| 7  | Kommendör    | Yamashita Gentaro   | 22 november 1906  | 10 december 1908  |
| 8  | Kommendör    | Takarabe Takeshi    | 10 december 1908  | 1 december 1909   |
| 9  | Konteramiral | Nomaguchi Kaneo     | 1 december 1909   | 11 mars 1911      |
| 10 | Kommendör    | Akiyama Saneyuki    | 11 mars 1911      | 24 maj 1912       |
| 11 | Kommendör    | Isamu Takeshita     | 1 december 1912   | 24 maj 1913       |
| X  | X            | obesatt             | 23 maj 1913       | 1 december 1913   |
| 12 | Konteramiral | Sato Tetsutaro      | 1 december 1913   | 17 april 1914     |
| 13 | Kommendör    | Kazuyoshi Yamaji    | 17 april 1914     | 1 december 1914   |
| 14 | Konteramiral | Shibakichi Yamanaka | 1 december 1914   | 13 december 1915  |
| 15 | Konteramiral | Saburo Horiuchi     | 13 december 1915  | 1 december 1917   |
| 16 | Konteramiral | Hanroku Saito       | 1 december 1917   | 1 december 1918   |
| 17 | Konteramiral | Kajishiro Funakoshi | 1 december 1918   | 1 december 1919   |
| 18 | Konteramiral | Hansaku Yoshioka    | 1 december 1919   | 1 december 1921   |
| 19 | Konteramiral | Kumazo Shirane      | 1 december 1921   | 1 december 1923   |
| 20 | Konteramiral | Bekinari Kabayama   | 1 december 1923   | 10 november 1924  |
| 21 | Kommendör    | Kanjiro Hara        | 10 november 1924  | 1 december 1925   |
| 22 | Konteramiral | Naotaro Ominato     | 1 december 1925   | 1 november 1926   |
| 23 | Konteramiral | Sankichi Takahashi  | 1 november 1926   | 1 december 1927   |
| 24 | Konteramiral | Eijiro Hamano       | 1 december 1927   | 10 december 1928  |
| 25 | Konteramiral | Ken Terajima        | 10 december 1928  | 30 oktober 1929   |
| 26 | Konteramiral | Koichi Shiozawa     | 30 oktober 1929   | 1 december 1930   |
| 27 | Konteramiral | Shigetaro Shimada   | 1 december 1930   | 1 december 1931   |
| 28 | Konteramiral | Zengo Yoshida       | 1 december 1931   | 15 september 1933 |
| 29 | Konteramiral | Soemu Toyoda        | 15 september 1933 | 15 mars 1935      |
| 30 | Konteramiral | Nobutake Kondo      | 15 mars 1935      | 15 november 1935  |
| 31 | Konteramiral | Naokuni Nomura      | 15 november 1935  | 16 november 1936  |
| 32 | Konteramiral | Yasutaro Iwashita   | 16 november 1936  | 18 februari 1937  |
| 33 | Konteramiral | Jisaburo Ozawa      | 18 februari 1937  | 15 november 1937  |
| 34 | Konteramiral | Ibo Takahashi       | 15 november 1937  | 5 november 1939   |
| 35 | Kommendör    | Shigeru Fukudome    | 5 november 1939   | 10 april 1941     |
| 36 | Konteramiral | Seiichi Ito         | 10 april 1941     | 11 augusti 1941   |
| 37 | Konteramiral | Matome Ugaki        | 11 augusti 1941   | 22 maj 1943       |
| 38 | Viceamiral   | Shigeru Fukudome    | 22 maj 1943       | 6 april 1944      |
| 39 | Konteramiral | Ryunosuke Kusaka    | 6 april 1944      | 24 juni 1945      |
| 40 | Konteramiral | Shikazo Yano        | 24 juni 1945      | 25 september 1945 |